# Біля кромки поля
Біля кромки поля — радянський художній фільм 1982 року, знятий на кіностудії «Казахфільм».

## Сюжет
Знаменитий форвард столичної футбольної команди Аскар Теміров, розпрощавшись з великим спортом, повертається в рідне містечко, щоб тренувати обласну команду.

## У ролях
- Талгат Нігматулін — Аскар Теміров
- Нуржуман Іхтимбаєв — епізод
- Куман Тастанбеков — епізод
- Алія Муратбаєва — епізод
- Байтен Омаров — епізод
- Болат Калимбетов — епізод
- Станіслав Сальников — епізод
- Джамбул Худайбергенов — епізод
- Діас Омаров — епізод
- Жан Байжанбаєв — епізод

## Знімальна група
- Режисер — Болат Шманов
- Сценарист — Анатолій Степанов
- Оператор — Федір Аранишев
- Композитор — Тлес Кажгалієв
- Художник — Юрій Вайншток